# Elbestraße (Bremerhaven)

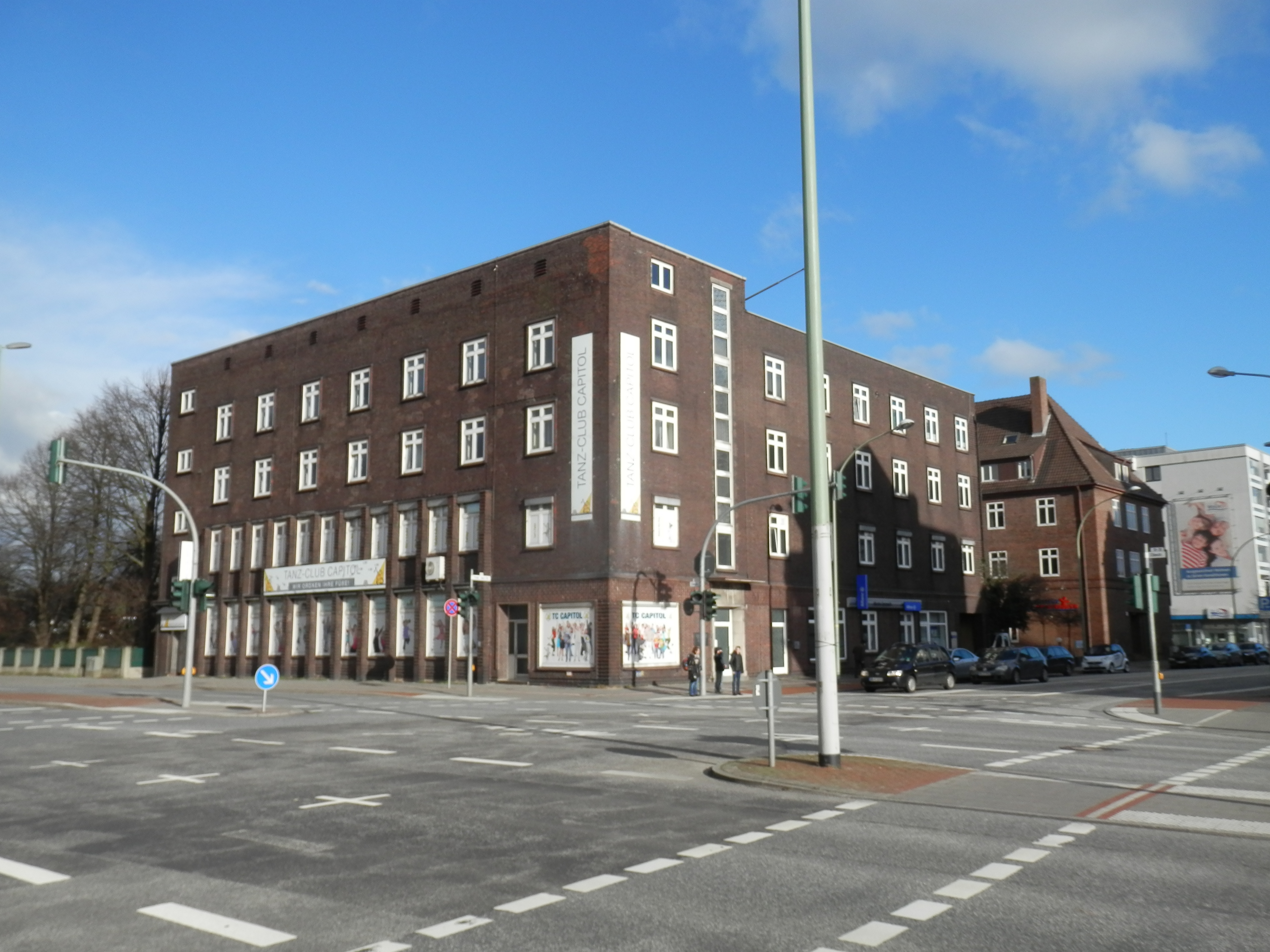
Nr. 52: Verlagshaus Norddeutsche Volksstimme

Die Elbestraße ist eine historische Straße in Bremerhaven, Stadtteil Geestemünde. Sie führt in Süd-Nord-Richtung vom Elbinger Platz/Georgstraße zur Stresemannstraße.
Sie gliedert sich in die Teilbereiche:
- Elbinger Platz bis Friedrich-Ebert-Straße und
- Friedrich-Ebert-Straße bis Stresemannstraße.

Die Querstraßen wurden benannt als Bismarckstraße nach dem ersten Reichskanzler des Deutschen Kaiserreichs Otto von Bismarck, Columbusstraße nach dem Seefahrer und Amerikaentdecker Christoph Kolumbus, Industriestraße, Holzstraße, Karolingerstraße nach dem Herrschergeschlecht der Karolinger, Kanalstraße beim ehem. Frei-Canal, Ludwigstraße (Namensstraße), Friedrich-Ebert-Straße nach dem ersten gewählten Reichspräsidenten und SPD-Vorsitzenden Friedrich Ebert, Bleßmannstraße nach dem ersten Bürgermeister von Geestemünde Hermann Bleßmann, Mozartstraße nach dem Komponisten Wolfgang Amadeus Mozart, Geestheller Damm nach den Hellingen (Werftplatz) an der Geeste und Rheinstraße nach dem Fluss Rhein; ansonsten siehe beim Link zu den Straßen.

## Geschichte
Die Elbestraße wurde nach dem Fluss Elbe benannt. Sie war früher Teil der Alten Poststraße.

### Entwicklung
Nach 1827, mit der Gründung Bremerhavens, baute ab 1844 das benachbarte Königreich Hannover als Konkurrenz einen Hafen. Damit begann der Aufstieg Geestemündes, das 1847 diesen Namen erhielt. Der Ort erweiterte sich von der 1860 ausgebauten Georgstraße auch in Richtung Alt-Bremerhaven. Von 1857 bis 1969 bestand an der Elbestraße (neben der Marineoperationsschule) die Maschinenbaufirma M. Achgelis Söhne GmbH (später bei Stinnes, 1964 bei Krupp). Die Synagoge Geestemünde entstand bis 1878 im Bereich Schulstraße 5 (Gedenkstein)/Ludwigstraße/Alter Postweg (Elbestraße) nach Plänen von Bernhard Scheller; daneben stand eine Volksschule von 1864.
1935 wurde Wesermünde, wie die Stadt damals hieß, wieder Marinegarnisonsstadt mit u. a. dem Standort der Kaserne und der Marineschule Wesermünde an der Elbestraße. Von 1945 bis 1957 war die Anlage die US-amerikanische Marineschule und danach bei der Bundesmarine.
Die Straße – der Alte Postweg – wurde durch die Verbindung zur Stresemannstraße nach 1939 zu einer der wichtigsten Wegeverbindung von Nord nach Süd und war nach 1945 die Bundesstraße 6 bis 1981, bis sie durch die Bundesautobahn 27 ersetzt wurde. Bekannt war die Ampel-Kreuzung zur Friedrich-Ebert-Straße, wo 1957 die erste Ampelanlage in Bremerhaven installiert wurde.

### Verkehr
Von 1908 bis 1982 fuhr die elektrische Straßenbahn u. a. mit den Linien 2 und 3 durch Geestemünde und querten im mittleren Bereich die Elbestraße; Linie 3 nur bis 1964.
Von 1949 bis 1958 durchfuhren Oberleitungsbusse von Schiffdorf zur Stresemannstraße/Stadtverwaltung Bremerhaven (Leher Kasernen) die gesamte Straße.
Es verkehren hier im gesamten Verlauf der Straße die Buslinien 503 (Leherheide West – Stadtverwaltung – Hauptbahnhof – Surheide) und 507 (Spaden – Stadtverwaltung – Hauptbahnhof – Schiffdorf – Bramel) der BremerhavenBus der Bremerhavener Versorgungs- und Verkehrs-GmbH (BVV); Fahrten der Regionalbusse ergänzen das ÖPNV-Angebot.

## Gebäude und Anlagen
An der Straße befinden sich sehr uneinheitlich 2- bis 17-geschossige Wohn- und auch Geschäftshäuser.

### Baudenkmale
- Nr. 52 / Ecke Friedrich-Ebert-Straße 1: 4- bis 5-gesch. Verlags-, Wohn- und Geschäftshaus von 1930 nach Plänen von Gustav Claas als Verlagshaus Norddeutsche Volksstimme für die ehemalige sozialdemokratische Zeitung  (von 1890 bis 1933) im Bauhausstil. 1938 war hier der Dienstsitz der Geheimen Staatspolizei (Gestapo).[4]

### Erwähnenswerte Gebäude
- Ecke Elbing-Platz/Columbusstraße 2: 17-gesch. Wohn- und Geschäftshochhaus
- Nr. 18: 3-gesch. Hotelneubau
- Nr. 44: 4-gesch. Wohnhaus aus der Zeit nach der Jahrhundertwende
- Nr. 89: 8-gesch. Wohn-, Büro- und Geschäftshaus aus den 1960er Jahren
- Nr. 101: 3- bis 4-gesch. Kasernen der  Marineschule Wesermünde (MSW) von 1935, ab 1945 ein Standort der US-amerikanischen Marine, ab 1957 Teil der Marineoperationsschule (MOS) der Bundesmarine (Bereiche Taktik, Nautik, Elektronik und Spezialgebiete) mit u. a. der Technischen Marineschule (TMS II)
- Nr. 114–116: 14-gesch. Wohnhochhaus
- Reihenhäuser Bleßmann- und Elbestraße von 1937 nach Plänen von Hans Scharoun, Bremerhaven
- Nr. 122–126: Fachmarktzentrum von 2015 nach Plänen von as2architektur, Manfred Schomers und Rainer Schürmann